# Balleza
Balleza là một đô thị thuộc bang Chihuahua, México. Năm 2005, dân số của đô thị này là 16235 người.